# Alex Stepheson
Alex Stepheson (ur. 7 sierpnia 1987 w Los Angeles) – amerykański koszykarz, występujący na pozycjach skrzydłowego oraz środkowego, obecnie zawodnik Koshigaya Alphas.
2 marca 2016 podpisał 10-dniową umowę z klubem Los Angeles Clippers.  12 marca podpisał 10-dniową umowę z Memphis Grizzlies. Po zakończeniu kontraktu zespół nie przedłużył go do końca sezonu. 23 marca powrócił do zespołu Iowa Energy.

## Osiągnięcia
Stan na 25 października 2019, na podstawie, o ile nie zaznaczono inaczej.
NCAA
- Uczestnik:
  - NCAA Final Four (2008)
  - Elite Eight NCAA (2007, 2008)
  - turnieju NCAA (2007, 2008, 2011)
  - meczu gwiazd NCAA – Reese's College All-Star Game (2017)
- Mistrz:
  - turnieju konferencji Atlantic Coast (ACC – 2007, 2008)
  - sezonu regularnego konferencji ACC (2007, 2008)

Drużynowe
- Wicemistrz Słowenii (2013, 2014)
- Brązowy medalista mistrzostw Grecji (2012)
- Zdobywca:
  - Superpucharu Słowenii (2013)
  - Pucharu Słowenii (2013)
- Finalista:
  - Pucharu Słowenii (2014)
  - Superpucharu Słowenii (2014)

Indywidualne
- MVP:
  - Superpucharu Słowenii (2013)
  - tygodnia ligi greckiej (2, 7 – 2011/12)
- Uczestnik meczu gwiazd D-League (2016)
- Zaliczony do I składu D-League (2016)[5]
- Lider w zbiórkach:
  - D-League (2016)
  - ligi tureckiej (2015)